# Transportes de Santa Catarina
O estado de Santa Catarina, situado no sul do Brasil, possui uma ampla estrutura de transportes, com rodovias, ferrovias, portos e aeroportos.

## Aeroportos
Há 32 aeroportos públicos e privados no estado. Os mais importantes são os de Florianópolis (internacional), Joinville, Navegantes e Chapecó.

## Portos
Seis portos especializados — Itapoá, São Francisco do Sul, Itajaí, Navegantes, Imbituba e Laguna — formam o sistema portuário catarinense. O segundo, essencialmente exportador, é o maior porto graneleiro do estado. O de Itajaí destina-se fundamentalmente à exportação de açúcar e congelados e ao transporte de combustíveis, enquanto Imbituba é um terminal carbonífero e Laguna, porto pesqueiro.

## Rodovias
A malha rodoviária catarinense integra as diferentes regiões do estado. A principal rodovia é a BR-101, que atravessa o litoral e escoa grande parte da produção. Outra rodovia importante é a BR-470, que liga o meio-oeste ao litoral. A BR-470 se conecta à BR-282 e à BR-283 e por ela circula a produção agroindustrial que é exportada pelo porto de Itajaí.
Pela BR-280, que liga a cidade de Porto União, no Planalto Norte, com o porto de São Francisco do Sul, é transportada a produção da indústria de móveis de São Bento do Sul e a erva-mate produzida em Canoinhas. Outras rodovias importantes são a BR-153 e a BR-116, que atravessa as cidades de Lajes (Santa Catarina), Papanduva e Mafra.

## Ferrovias
As estradas de ferro de santa catarina, administradas pela Rede Ferroviária Federal (11ª Divisão -- Paraná-Santa Catarina e 12ª Divisão -- Estrada de Ferro Teresa Cristina) têm dois troncos principais, que cortam o estado no sentido norte-sul: um passa por Mafra e Lages e o outro, por Porto União, Caçador e Joaçaba. No norte do estado, uma linha em sentido leste-oeste liga as cidades ao litoral, servindo Porto União, Canoinhas, Mafra, São Bento do Sul, Joinville e São Francisco do Sul. Outras linhas férreas catarinenses servem o vale do Itajaí e a região de mineração de carvão, ligando-a com os portos de Laguna e Imbituba.